# Luca Zuffi
Luca Zuffi (* 27. März 1990 in Bern) ist ein Schweizer Fussballspieler, der seit 2023 in der Schweizer Super League beim FC Winterthur unter Vertrag steht, für den er zuvor bereits von 1998 bis 2013 aktiv war. Er ist ein Sohn des ehemaligen Fussballprofis Dario Zuffi.

## Vereinskarriere

### Winterthur
Luca spielte die erste Jahre seiner Jugend beim FC Oberwil/BL, als sein Vater Dario Zuffi noch beim FC Basel spielte. Als sein Vater nach Winterthur zurückkehrte, spielte Luca ab der E-Juniorenstufe bei der Jugend des FC Winterthur und begann dann dort seine Profikarriere 2006 beim Super-League-Verein. Er stand bis 2013 beim FC Winterthur unter Vertrag und wurde in 87 Ligaspielen eingesetzt, dabei erzielte er 9 Tore.

### Thun
Für die Saison 2012/13 wurde Zuffi an den Super-League-Verein FC Thun ausgeliehen, der in auf die Saison 2013/14 fest verpflichtete. Dort reifte er rasch zum Stammspieler und wurde in 28 von 36 Ligaspielen eingesetzt, wobei er drei Tore erzielte.

### Basel
Im Juli 2014 wechselte er zum Ligakonkurrenten FC Basel, wo er einen Dreijahresvertrag unterzeichnete und am ersten Spieltag beim 2:1-Auswärtssieg gegen den FC Aarau sein Debüt gab. Am vierten Spieltag, dem 9. August 2014, schoss er gegen den FC Zürich sein erstes Tor für den FC Basel. Beim 4:1-Heimsieg erzielte er das zwischenzeitliche 2:0.
Für Zuffi und den FC Basel war die Spielzeit 2014/15 sehr erfolgreich. Das Team beendet den Fussballmeisterschaft 2014/15 zum 18. Mal als Meister (zum 6. Mal in Folge) mit 12 Punkten Vorsprung auf den 2. Platzierten BSC Young Boys und 25 Punkten Vorsprung auf den 3. Platzierten FC Zürich. Basel stand zudem im Final des Schweizer Cups, der aber gegen FC Sion 0:3 verloren ging. In der UEFA Champions League 2014/15 avancierte Basel bis in den Achtelfinal. Während der Spielzeit 2014/15 bestritt der FC Basel insgesamt 65 Partien (36 Meisterschaft, 6 Cup, 8 Champions League und 15 Testspiele). Unter Trainer Paulo Sousa hatte Zuffi insgesamt 52 Einsätze, davon 29 in der Super League, 3 im Cup, 7 in der Champions League, sowie 13 in Testspielen. Er schoss dabei 5 Meisterschaftstore sowie 2 in den Testspielen.
Unter Trainer Urs Fischer gewann Zuffi am Ende der Meisterschaft 2015/16 und der Meisterschaft 2016/17 den Meistertitel mit dem FCB. Für den Club war es der 8. Titel in Serie und insgesamt der 20. Titel in der Vereinsgeschichte. Zudem gewann der FCB den Pokalwettbewerb am 25. Mai 2017 mit drei zu null gegen Sion und somit das Double.
Nach sieben Jahren beim FCB, in denen er 200 Spiele in der Super League absolvierte und dabei 27 Tore erzielte, wurde sein Vertrag nach der Spielzeit 2020/21 nicht verlängert.

### Sion
Daraufhin wechselte er zur folgenden Saison zum Ligakonkurrenten FC Sion. Dort blieb er während zweier Jahren und stieg 2023 mit der Mannschaft in die Challenge League ab.

### Rückkehr nach Winterthur
Nach Sion kehrte Zuffi zurück zu seinem Jugendverein FC Winterthur, wo er einen Zweijahresvertrag unterschrieb, mit dem Plan in der Eulachstadt seine Karriere auch zu beenden, auch wenn er sich auf den Zeitpunkt im Sommer 2023 noch nicht festlegen wollte.

## Nationalmannschaft
Zuffi debütierte am 9. Oktober 2015 beim 7:0 im EM-Qualifikationsheimspiel für die Fußball-Europameisterschaft 2016 gegen San Marino für die Schweizer Fussballnationalmannschaft, wo er gleich durchspielte.

## Erfolge
FC Basel
- Schweizer Meister: 2015, 2016, 2017
- Schweizer Cupsieger: 2017